# Burgdorf
För andra betydelser, se Burgdorf (olika betydelser).
Burgdorf (franska: Berthoud) är en stad och kommun i förvaltningsdistriktet Emmental, Bern, Schweiz. Kommunen har 17 119 invånare (2023).

## Staden
Burgdorf kan översättas "borgby". Kommunens webbplats beskriver samhället så här: Burgdorf är ingen by, utan en stad. Borgen finns där, men den kallas slott.
Burgdorf ligger vid Emme. På en kulle väster om floden ligger slottet, kyrkan, gymnasiet, fackhögskolan och den lite gammalmodiga Oberstadt. Ett karaktäristiskt byggmaterial är grönaktig sandsten.
Nedanför kullen ligger nyare affärskvarter, Kornhaus och järnvägsstationen.

## Historia
- Där borgen idag står fanns redan under förhistorisk tid befästningar. Trakten runt Burgdorf kom efter 1080 under Zähringarna. Själva borgen nämns 1130 för första gången i en urkund.
- Vid borgen etablerades före år 1200 ett samhälle som växte snabbt.
- När Zähringarnas huvudlinje dog ut 1218, övergick stad och borg till greven av Kyburg.
- Burgdorfs första stadslag, den så kallade Goldene Handfeste, inrättades 1273.[4] Här fastställdes att staden i stort sett är självständig mot borgens ägare, hertigen av Neu-Kyburg.
- År 1384 blev Burgdorf beroende av staden Bern, fick dock behålla sina privillegier från tiden under Kyburg.
- Efter 1480 stagnerade staden ekonomiskt till följd av rigida skråregler och prisregleringar. 1798 fanns endast 1 295 invånare.
- Mellan 1800 och 1804 var Johann Heinrich Pestalozzi lärare i Burgdorf och här utvecklade han sina pedagogiska metoder som publicerades i verket Wie Gertrud ihre Kinder lehrt.
- Inrättandet av bryggerier och textilindustrier på 1830-talet ledde till en befolkningsökning.
- 1899 invigdes en järnvägslinje från Burgdorf till Thun som var Europas först helt elektriska järnvägslinje av större storlek (i motsats till spårvagnslinjer eller liknande).

## Kultur
Den sista måndagen i juni hålls Solätte (Solennität) - en årlig fest för barn och ungdom, känd sedan 1729.

## Sevärdheter
- Slottet med flera museer
- Oberstadt
- Museum Franz Gertsch med fotorealistisk konst.

## Kommunikationer
Burgdorf har direkta tågförbindelser till Langnau im Emmental, Thun, Bern, Solothurn och Olten-Zürich.
Avståndet till närmaste motorvägsutfart, Kirchberg, är 4 kilometer.

## Bildgalleri

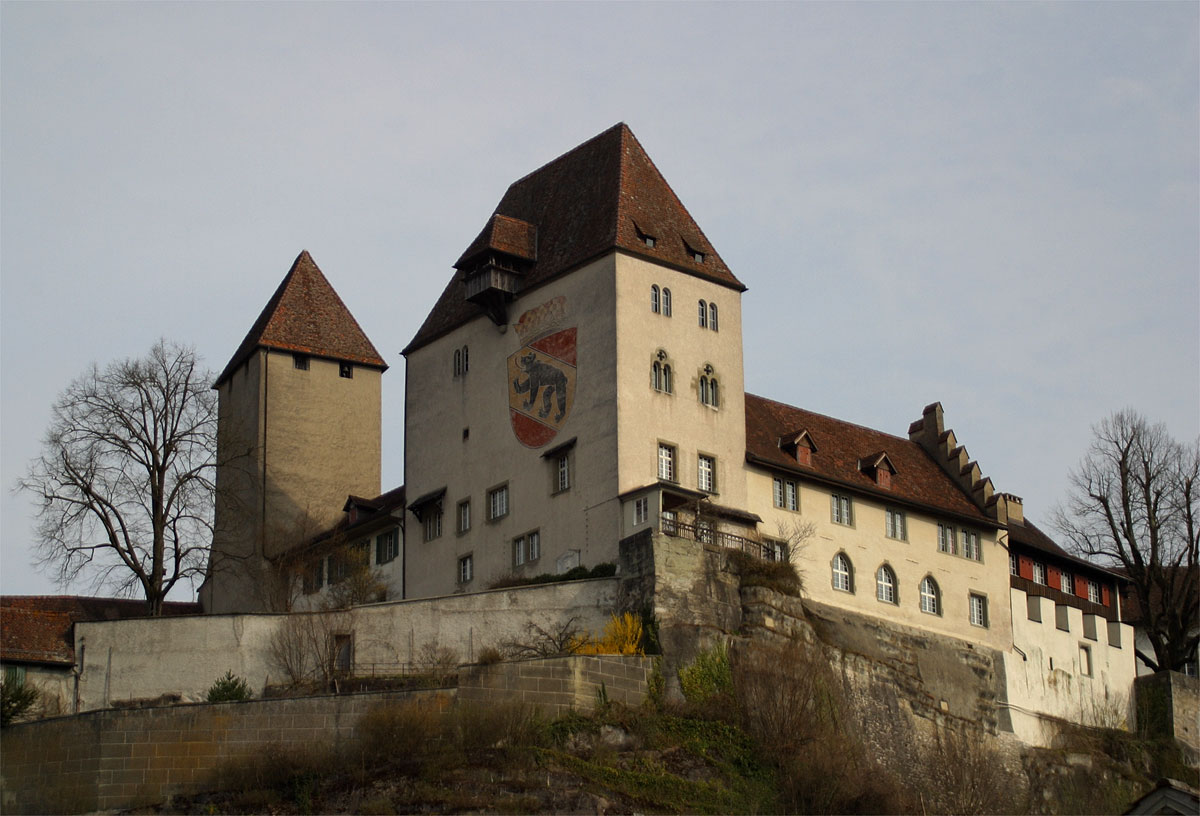
Slottet.
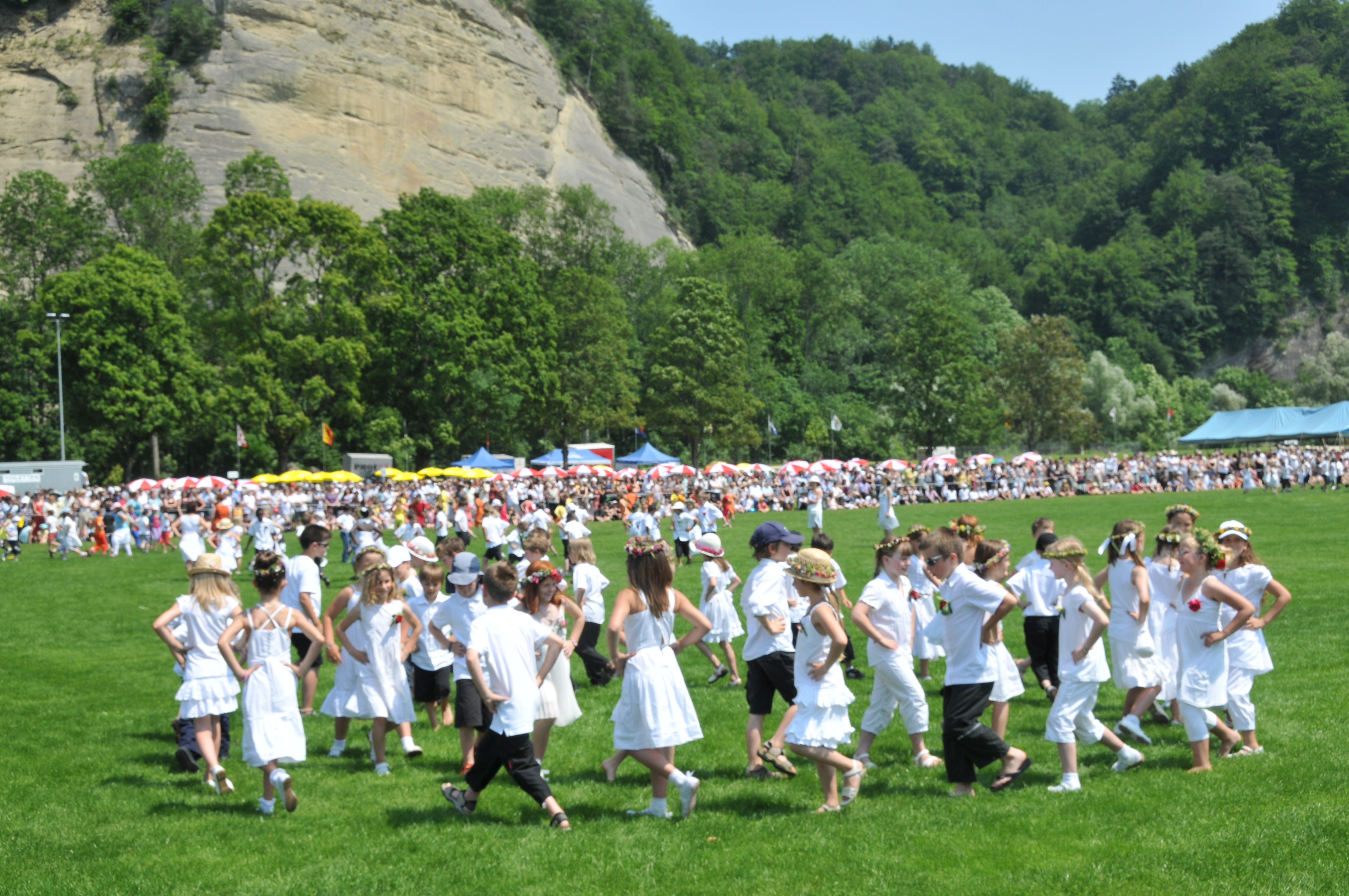
Solätte.
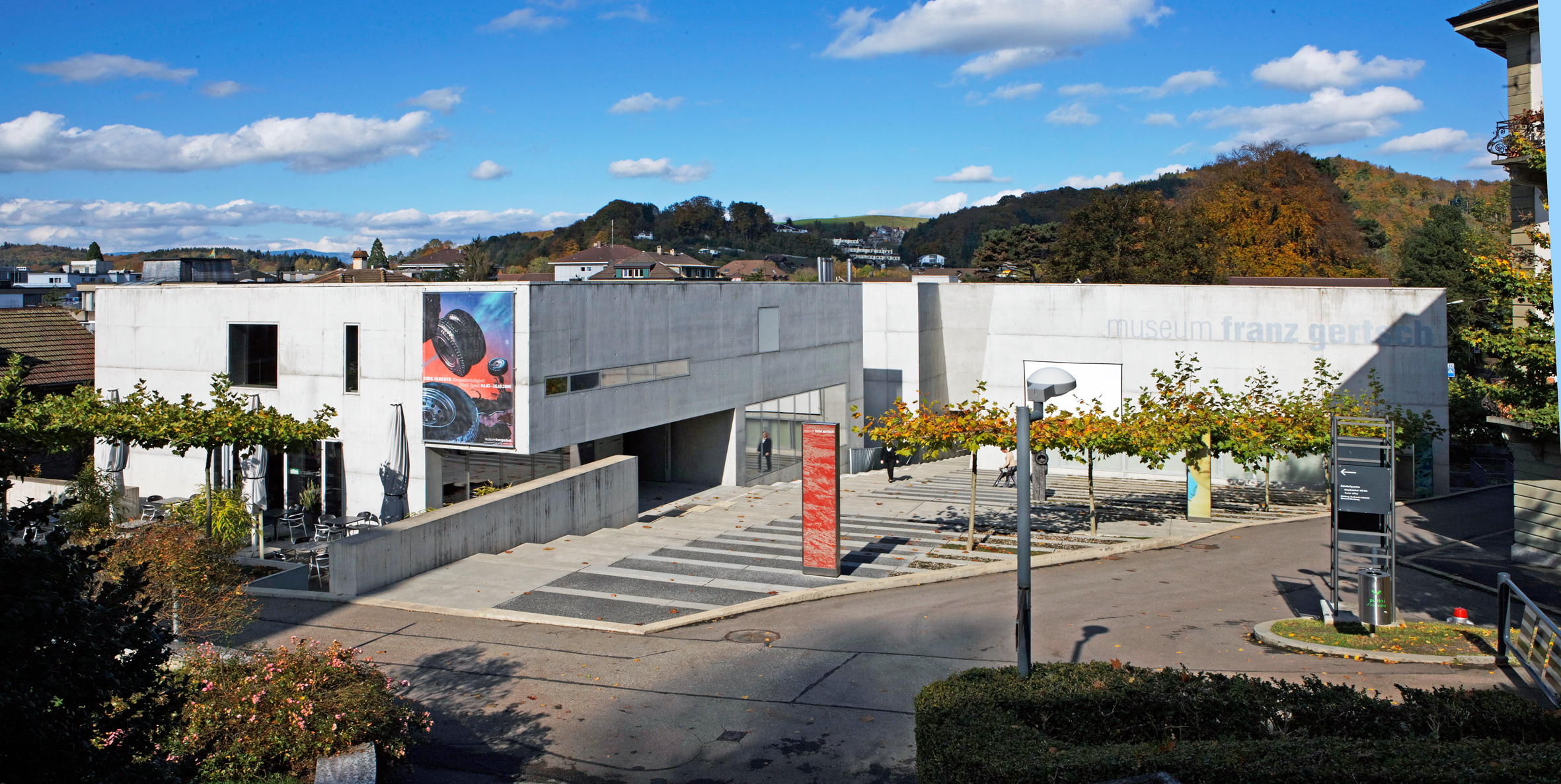
Frank Gertsch-museet.